# За честта на Вор
„За честта на Вор“ (оригинално загланвие: Shards of Honor, „Парчета чест“) е книга от поредицата на Лоис Макмастър Бюджолд за рода Воркосиган и Бараяр. Издадена е за пръв път през 1990 г., а в България излиза през 1997 г.
Това е историята на запознанството между бъдещите майка и баща на Майлс Воркосиган (главния герой в по-голямата част от поредицата) – Корделия Нейсмит и Арал Воркосиган, които по стечение на обстоятелствата са принудени да оцелеят заедно на една неизследвана планета във враждебна обстановка, като и двамата са на срещуположни враждуващи страни.